# New Boston (Nou Hampshire)
New Boston és una població dels Estats Units a l'estat de Nou Hampshire. Segons el cens del 2000 tenia 4.138 habitants.

## Demografia
Segons el cens del 2000, New Boston tenia 4.138 habitants, 1.434 habitatges, i 1.162 famílies. La densitat de població era de 37,3 habitants per km².
Dels 1.434 habitatges en un 44,4% hi vivien nens de menys de 18 anys, en un 70,3% hi vivien parelles casades, en un 7,5% dones solteres, i en un 18,9% no eren unitats familiars. En el 12,4% dels habitatges hi vivien persones soles el 2,6% de les quals corresponia a persones de 65 anys o més que vivien soles. El nombre mitjà de persones vivint en cada habitatge era de 2,88 i el nombre mitjà de persones que vivien en cada família era de 3,15.
Per edats la població es repartia de la següent manera: un 30,4% tenia menys de 18 anys, un 4,7% entre 18 i 24, un 33,5% entre 25 i 44, un 26,4% de 45 a 60 i un 5% 65 anys o més.
L'edat mediana era de 36 anys. Per cada 100 dones de 18 o més anys hi havia 99,6 homes.
La renda mediana per habitatge era de 66.020$ i la renda mediana per família de 69.458$. Els homes tenien una renda mediana de 47.173$ mentre que les dones 32.417$. La renda per capita de la població era de 26.488$. Entorn del 3,1% de les famílies i el 4,3% de la població estaven per davall del llindar de pobresa.